# Déserts et terres arbustives xériques
Localisation
Les déserts et terres arbustives xériques constituent l'un des 14 grands biomes terrestres selon la classification établie par le WWF. C'est un milieu où règnent des conditions arides et caractérisé par :
- des précipitations faibles voire inexistantes et très irrégulières (souvent inférieures à 250 mm/an), il arrive souvent qu'il ne pleuve pas pendant des années.
- les rosées matinales constituent souvent la seule ressource en eau pour les espèces vivantes présentes.
- une évaporation plus importante que les précipitations.
- un fort écart thermique entre les températures diurnes et nocturnes.
- un sol pauvre.
- une végétation rare, basse et atrophiée dite xérophyte, composée notamment de plantes succulentes ou grasses.
- une petite faune éparse, on y retrouve des insectes, de petits reptiles, des arachnides et quelques oiseaux nocturnes.

## Répartition géographique
- Dans l'écozone afrotropicale : 
  - Au Sahara, les forêts claires xériques d'altitude de l'Ouest du Sahara (en) et celles de l'Est du désert
  - En Namibie, le désert du Namib et en Afrique du Sud, la région semi-désertique du désert du Karoo
On y retrouve la plus diversifiée des communautés de plantes succulentes ainsi que des oiseaux endémiques à cette région.
  - Au sud et sud-ouest de Madagascar
On trouve de nombreuses plantes succulentes épineuses et des broussailles endémiques de cette région, notamment le pachypodium, ainsi que des espèces d'oiseaux et de reptiles conditionné à ce milieu.
  - L'île de Socotra
  - Les hauts plateaux arabes
En plus de la présence de fauves tel la hyène, le chat sauvage et le léopard, cette région est remarquable pour avoir su développer une flore arbustive au-delà de 2 100 m.
- Dans l'écozone australasienne :
  - Les déserts de l'ouest et du nord-ouest australien
On y trouve de nombreux oiseaux et reptiles endémiques ainsi que des marsupiaux, mais également de nombreuses plantes.

- Dans l'écozone néarctique :
  - Les déserts du Mexique et du sud des États-Unis : les déserts de Sonora, Baja, Chihuahua et Tehuacan.
- Dans l'écozone néotropique :
  - Les déserts d'Atacama et Sechura, au Chili et au Pérou, respectivement.
  - Les îles Galápagos, terre de broussailles.
- Dans l'écozone paléarctique :
  - Les déserts d'Asie centrale

## Définition
Le biome aride est un biome tropical sec avec différents déserts chauds : 
- Les déserts zonaux (autour de 25°C à 35°C) ;
- Les déserts d’abri, protégés par une chaine montagneuse limitant la propagation des masses d’air humides ;
- Les déserts continentaux, qui se déchargent progressivement de leur humidité ;
- Les déserts d’altitude, liés à l’effet orographique des montagnes.

## Climat
Le climat varie en fonction des déserts, mais généralement, les précipitations y sont rares et irrégulières. Par exemple, le désert de l’Atacama est marqué par des périodes sans précipitations de plus de 10 ans.
En s'intéressant au climat, on peut distinguer trois types de désert : 
- Les déserts hyperarides qui reçoivent moins de 50 mm de précipitations en moyenne par an, comme dans le Sahara ;
- Les régions arides qui reçoivent moins de 100-150 mm de pluie en moyenne annuelle et qui ont deux mois avec plus de 30°C, à l'image du désert australien ;
- Les régions semi-arides correspondant au centre et à l'Ouest de l’Australie.

Dans les déserts, l'ensoleillement est très important et l'évaporation est plus importante que les précipitations. Il y a aussi une forte amplitude thermique entre les températures diurnes et nocturnes. Enfin, on trouve des vents pouvant souffler fort.

## Dynamique géomorphologique
Il subsiste deux processus ; la thermoclastie et l'érosion éolienne. Le premier est lié à un éclatement des particules rocheuses par alternance des températures. Les reliefs ont alors des formes particulières avec des versants concaves. Le second est lié au vent qui évacue les particules situées sur la zone d’érosion (reg) qui se trouve sur des Hamadas, formant des dunes, comme les sifs.

## Reliefs et sols
En ce qui concerne les reliefs, on trouve la présence d’inselbergs, qui sont des reliefs isolés dont la hauteur peut aller de quelques dizaines de mètres à quelques centaines de mètres.  
Côté sol, on peut trouver des régosols qui sont des sols pauvres, pierreux, sans humus n'y animaux décomposeurs. On souligne aussi la présence d’éléments minéraux en surface comme des croûtes de sels ou encore des croûtes ferrugineuses. Enfin, il y a des sols riches dans les oasis, tels que les gleysols, les sols noirs... 

## Végétation
Les formations végétales en milieu désertique sont peu denses mais leur richesse biologique alpha et bêta est importante, elles se concentrent généralement dans les rares lieux favorables (présence d'aquifère, cours d'eau temporaires, oasis..)
Les plantes des déserts sont principalement caractérisées par un mode d'adaptation particulier à ces conditions rudes (une forte aridité, des vents forts car aucun coupe-vent arbustif, peu de précipitations..), on peut remarquer les caractéristiques suivantes :
- Des capacités à créer des réserves d'eau: c'est le cas des plantes succulentes ou plantes grasses (cactus et buissons notamment).
- Des feuilles en épines ou même pas de feuilles du tout chez certains végétaux dans les regs principalement.
- Des feuilles dures pour se protéger du vent.
- Des feuilles réduites pour économiser de l'eau, on a observé la disparition des feuilles chez certains spécimens suivi d'une migration de la chlorophylle sur les tiges.
- La présence de nombreuses graminées dans les ergs.
- Survie sur la base d'un cycle végétatif court : développement rapide à la suite d'averses puis survie grâce à des réserves d'eau, des racines longues permettant de capter l'eau en profondeur (plus de 10 m observés) ou alors sous une autre forme: rhizomes, graines..

## Pédologie et biomasse
Les sols des déserts, par leur faible présence en végétaux, ont une biomasse faible (entre 30 et 200 g/m2), les sous-sols quant à eux sont un peu plus productifs, 100 à 400 g/m2 pour les zones désertiques, 250 à 1 000 g/m2 dans les zones semi-désertiques.
La matière organique est faible et peu disséminée, en effet les résidus végétaux tendent à stagner et à être consommés sur place par la faune et la microflore locale. Cela limite l'extension de la végétation. De ce fait celle-ci ne se concentre que dans des îlots, seuls endroits où la biomasse permet de suffire aux besoins de ces plantes.

## Faune
Comme la végétation, les densités sont faibles et l'endémisme y est important mais la diversité biologique y est nettement moins importante :
- Peu de grands mammifères: Oryx, gazelles, chameaux, etc.
- Des rongeurs à rythme de vie nocturne principalement: gerboise, gerbille, etc.
- Des oiseaux de nuit et des oiseaux coureurs.
- De nombreux insectes par contre (26 des 32 ordres sont représentés au Sahara)
- Les reptiles se sont aisément adaptés à ces milieux, de par de leur comportement insectivore notamment.